# Thiago Heleno
Thiago Heleno Henrique Ferreira, né le 17 septembre 1988 à Sete Lagoas, est un footballeur brésilien, qui évolue au poste de défenseur central à l'Athletico Paranaense.

## Palmarès

### En club
- Cruzeiro EC
  - Championnat du Minas Gerais :
    - Vainqueur en 2006 (pt), 2008 (en) et 2009 (pt)
    - Finaliste en 2007 (en)

- SE Palmeiras
  - Vainqueur de la Coupe du Brésil en 2012

- Figueirense FC
  - Vainqueur du Championnat de Santa Catarina en 2014 et 2015

- Athletico Paranaense
  - Vainqueur de la Copa Sudamericana en 2018
  - Vainqueur de la Coupe du Brésil en 2019
  - Vainqueur de la Coupe Levain en 2019 (en)
  - Vainqueur du Championnat du Paraná en 2016 (en), 2018 (pt), 2019 (pt) et 2020 (pt)

### En sélection
- Équipe du Brésil des moins de 17 ans
  - Vainqueur du Championnat de la CONMEBOL des moins de 17 ans en 2005

- Équipe du Brésil des moins de 20 ans
  - Vainqueur du Championnat de la CONMEBOL des moins de 20 ans en 2007 (en)